# Francesco Kunderfranco
Francesco Kunderfranco (La Maddalena, 1º marzo 1949) è un ex cestista italiano.

## Carriera
Ha giocato in Serie A1 alla Stella Azzurra Roma  nel 1975-76 e successivamente Serie A2 a Rieti nel 1976-77. Nella stagione 1977-78 gioca in serie B nella Superga Alessandria (allenata da Massimo Mangano), con la quale raggiunge la promozione in A2. Il sodalizio Alessandrino durante l'estate i fonderà e trasferirà a Mestre, squadra con la quale nella successiva stagione 1978-79 Francesco raggiungerà la promozione in A1. Successivamente nel 1981-83 Francesco è a Napoli.